# Георги Георгиев – Гец
Вижте пояснителната страница за други личности с името Георги Георгиев.
Георги Иванов Георгиев – Гец (1926 − 1996) е български драматичен театрален и киноактьор.

## Биография
Роден е на 4 октомври 1926 г. в село Разпоповци, днес квартал на град Елена. За първи път кандидатства за студент в ДВТУ през 1947 г. Приет е за такъв след третия си опит. Завършва актьорско майсторство при проф. Филип Филипов в ДВТУ в София (1949 − 1953). Има театрална специализация при известния съветски актьор и педагог народния артист на СССР Михаил Николаевич Кедров от Московския художествен академичен театър (МХАТ) „Максим Горки“ (1955 − 1956). Бил е строителен работник и сътрудник на вестници. През периода 1953 − 1991 г. играе в Народния театър в София.
Член на управителния съвет на СБФД.
Член на БКП от 1966 г. Народен представител в VII народно събрание (1976 − 1981).
Създава ярко очертани образи от българската класическа и съвременна драматургия. Филми – „А бяхме млади“, „Осмият“, „Селянинът с колелото“, „Матриархат“, „Баща“ и др. Една от най-добрите му и известни роли в киното е ролята на Йордан в „Селянинът с колелото“. За нея той получава награди на Варненския и Московския кинофестивал. След като се пенсионира, продължава да играе с пътуващи театри.
Прякора „Гец“ придобива от колегата си Димитър Бочев – Бочката, тъй като в родния му край (с. Войнягово, Карловско), така наричали мъжете с името Георги.
Получава инсулт по време на представление на пиесата „Ню Йорк, хотел „Плаза“ в гр. Стара Загора на 9 април 1996 г. Закаран е в местната болница. Състоянието му се влошава, изпада в кома. След 3 дни го оперират в София, но се оказва твърде късно. Гец умира на 2 септември 1996 г., без да дойде в съзнание.

## Памет
На Георги Георгиев – Гец е наречена улица в квартал „Драгалевци“ в София (Карта).

## Награди и отличия
- Заслужил артист (1967).[6]
- Народен артист (1971).[5]
- Лауреат на Димитровска награда (1971)[5] (колективна награда, получена заедно с Любомир Кабакчиев, Васил Стойчев, Любомир Киселички, Ванча Дойчева, Жоржета Чакърова, Стефан Сърбов и Никола Динев).
- Орден „Кирил и Методий“ II степен. (1976).
- Орден „Кирил и Методий“ I степен. (1976).
- Орден „НРБ“ I степен. (1976).[5]
- I награда за мъжка роля за ролята на Андрей Белов в пиесата „Незабравими дни“ на Общонационалния преглед на българската драма и театър (1958 – 1959).
- Голямата награда „Златната роза“ за филма „Осмият“ (1969) на VIII Фестивал на българския игрален филм (Варна, 1969) (заедно с режисьора Зако Хеския и оператора Георги Георгиев).
- Наградата на СБП за най-добра мъжка роля в тв пиеса „Жена премина кръстопътя“ (1974).
- Награда за мъжка роля за ролята на майор Боян Василев във филма „Зарево над Драва“ на XIII Фестивал на българския игрален филм (Варна, 1974).
- Награда за мъжка роля за ролята на Йордан във филма „Селянинът с колелото“ на XIII Фестивал на българския игрален филм (Варна, 1974).
- Награда за най-добра мъжка роля за ролята на Йордан във филма „Селянинът с колелото“ на IX Международен кинофестивал (Москва, 1975).
- Голямата награда „Златната роза“ за филма „Допълнение към Закона за защита на държавата“ (1976) на XIV Фестивал на българския игрален филм (Варна, 1976) (заедно със сценариста Анжел Вагенщайн, режисьора Людмил Стайков, оператора Борис Янакиев, композитора Симеон Пиронков и актьорите Виолета Донева, Стойчо Мазгалов, Иван Кондов, Георги Черкелов, Стефан Гецов, Андрей Чапразов, Николай Бинев и Анани Явашев).
- I награда на МНО за участието му във филма „Сами сред вълци“ (1981).
- Наградата за най-добро изпълнение на мъжка роля за героя си бай Стефан във филма „Милост за живите“ (1980) на IX Международен кинофестивал на червенокръстки и здравни филми (Варна, 1981).
- Наградата на София за постановката „Златното покритие“ (1982).
- Голямата награда „Златната роза“ за филма „Те надделяха“ (1986) на XIX Фестивал на българския игрален филм (Варна, 1986)(заедно с режисьора Киран Коларов, оператора Виктор Чичов и актьорите Антоний Генов, Стоян Стоев и Любен Чаталов).
- Голямата награда „Златна камера“ на СБФД за цялостен принос в развитието на българското кино (1986).
- Специалната награда Аскеер „За кураж при трудни условия“ (1994).

## Театрални роли
Народен театър „Иван Вазов“, гр. София
- „За тия, които са в морето“ (от Борис А. Лавреньов) (сезон 1949/1950) – Апанасенко (стажант)
- „Разузнаване“ (от Лозан Стрелков) (сезони 1949/1950; 1950/1951) – полковник Костов (стажант)
- „Брониран влак 14 – 69“ (от Всеволод В. Иванов) (1949/1950; 1950/1951) – моряк (стажант)
- „Гласът на Америка“ (от Борис А. Лавреньов) (1950/1951; 1951/1952) – VI войник (стажант)
- „Разлом“ (от Борис А. Лавреньов) (1950/1951; 1951/1952) – I моряк (стажант)
- „По московско време“ (от Анжел Вагенщайн) (1951/1952; 1952/1953) – Пеньо (стажант)
- „В навечерието“ (от Камен Зидаров) (1951/1952; 1952/1953; 1954/1955) – I българин (стажант)
- „Часът на щастието“ (от Лозан Стрелков) (1952/1953; 1953/1954) – Петър (дебют като щатен актьор от трупата на Народния театър)
- „Под златния орел“ (от Ярослав Галан) (1952/1953; 1953/1954; 1954/1955) – Боб Фобер; посетител (1953/1954)
- „Изпитание“ (от Ерньо Орбан) (1952/1953; 1953/1954) – Миша Талавер
- „Кандидати за женитба“ (от Ашах Токаев) (1952/1953) – Сауджен
- „Дванайсета нощ“ (от Уилям Шекспир) (1952/1953) – свещеник
- „Вълци и овце“ (от Александър Островски) (30.05.1953 г.) – Михаил Борисович Линяев
- „Снаха“ (от Александър Хаджихристов по едноименния роман на Георги Караславов) (1953/1954) – Симо Горчев
- „Село Борово“ (от Никола Икономов) (1953/1954) – II кираджия
- „Любов“ (от Орлин Василев) (1953/1954) – I ловец; Джексън
- „Семейство“ (от Иван Ф. Попов) (1953/1954) – Егор
- „Лайпциг – 1933“ (от Лев Компанеец и Леонид Кронфелд) (1953/1954) – капитан от милицията
- „Ревизор“ (от Николай Гогол) (1953/1954; 1954/1955) – Амос Феодорович Ляпкин-Тяпкин; Держиморда
- „Усилни години“ (от Камен Зидаров) (1954/1955) – Димитър Шахов
- „Огненият мост“ (от Борис С. Ромашов) (1954/1955; 1955/1956; 1957/1958; 1959/1960; 1960/1961; 1961/1962) – Мазюра
- „Години на странствуване“ (от Алексей Н. Арбузов) (1954/1955; 1955/1956; 1956/1957) – Салдатенков
- „Търси се Шекспир“ (от Хайнар Кипхард) (1954/1955; 1955/1956) – Монхаупт; Емил
- „Първият удар“ (от Крум Кюлявков) (1956/1957) – Вернер
- „Иванко (Убиецът на Асеня I)“ (от Васил Друмев) (1956/1957; 1957/1958; 1958/1959) – началник на тъмницата
- „Горещо сърце“ (от Александър Островски) (1956/1957) – Тарас Тарасич Хлинов
- „Херцогинята на Падуа“ (от Оскар Уайлд) (1957/1958; 1958/1959) – Джеппо Вителлоцо; Пиетро
- „Оптимистична трагедия“ (от Всеволод В. Вишневски) (1957/1958) – висок матрос
- „Антигона“ (от Софокъл) (1957/1958; 1958/1959; 1959/1960) – Тирезий; корифей
- „Неспокойна старост“ (от Леонид Н. Рахманов) (1961/1962) – Куприянов
- „Крал Лир“ (от Уилям Шекспир) (1958/1959; 1959/1960; 1960/1961) – I слуга; II слуга
- „Незабравими дни“ (от Лозан Стрелков) (1958/1959; 1959/1960; 1960/1961; 1961/1962; 1962/1963; 1963/1964) – Андрей Белов
- „Седем вика в океана“ (от Алехандро Касона) (1958/1959; 1959/1960; 1960/1961) – пътник от III класа
- „Съвест“ (от Емил Манов) (1959/1960; 1960/1961; 1961/1962; 1962/1963; 1963/1964) – раненият
- „Любов Яровая“ (от Константин А. Треньов) (1959/1960; 1960/1961) – Роман Кошкин
- „Пред буря“ (от Боян Балабанов) (1961/1962) – бай Петко
- „Иван Шишман“ (от Камен Зидаров) (1960/1961; 1961/1962; 1962/1963; 1963/1964; 1964/1965; 1965/1966; 1966/1967) – Драгота
- „Виновният“ (от Димитър Димов) (1961/1962; 1963/1964; 1964/1965; 1965/1966) – Теодоси Миронов
- „Среща“ (от Лозан Стрелков) (1961/1962; 1962/1963; 1963/1964; 1964/1965; 1965/1966) – Рангел Сираков
- „Глас народен“ (от Георги Караславов) (1962/1963; 1963/1964) – (участник в масова сцена)
- „Хъшове“ (от Кръстьо Мирски по повестта „Немили-недраги“ на Иван Вазов) (1963/1964) – Македонски
- „Сестри (Третата сестра)“ (от Павел Кохоут) (1963/1964; 1964/1965) – Ладислав Плахи
- „Рожден ден“ (от Драгомир Асенов) (1963/1964; 1964/1965; 1965/1966; 1966/1967) – Пантелей
- „Страница от миналото (Хроника за Самуил; Самуил)“ (от Александър Хаджихристов) (1964/1965) – Елемаг
- „Добрата стара Англия (Наградените за храброст)“ (от Съмърсет Моъм) (1964/1965; 1965/1966) – Хауард Бартлет
- „Ричард III“ (от Уилям Шекспир; адаптация Яцек Вошчерович) (1964/1965; 1965/1966) – Хейстингз
- „Из дневника“ (от Александър Е. Корнейчук) (1965/1966) – Иларион Петрович Гроза
- „Няма сто истини“ (от Лозан Стрелков) (1966/1967) – Петър Петрински
- „Мигове от живота“ (от Уилям Сароян) (1966/1967) – Круп
- „Под игото“ (от Кръстьо Мирски по едноименния роман на Иван Вазов) (1967/1968; 1968/1969) – отец Натанаил
- „Златната карета“ (от Леонид Леонов) (1967 – 1969) – Берьозкин
- „Монахът и неговите синове“ (от Милко Милков) (1968 – 1972) – Владимир
- „Боряна“ (от Йордан Йорданов) (1969 – 1977) – Златил
- „Съдби човешки“ (от Георги Свежин) (1969 – 1972) – Горан Загоров
- „Мария Стюарт“ (от Фридрих Шилер) (1969 – 1971) – барон Бърли
- „Почивка в Арко Ирис“ (от Димитър Димов) (1970 – 1979) – Молинеро
- „Еснафи“ (от Максим Горки) (1970 – 1974) – Тетерев
- „Казаларската царица“ (от Банчо Банов и Кръстьо Мирски (по едноименния роман на Иван Вазов) (1971 – 1976) – Касапски
- „Сияйна зора“ (от Орлин Василев) (1971/1972) – Йово
- „Двубой на столетието – Лайпциг 33“ (от Лев Компанеец и Леонид Кронфелд; сценична редакция по исторически документи Филип Филипов) (1971 – 1973) – Ешке
- „Пътуване до истината“ (от Лозан Стрелков) (1973 – 1975) – Габера
- „Тази малка земя“ (от Георги Джагаров) (1973 – 1979) – проф. Радев
- „Деца на слънцето“ (от Максим Горки) (1974 – 1981) – Борис Николаевич Чепурной
- „Хъшове“ (от Банчо Банов и Кръстьо Мирски по повестта „Немили-недраги“ и драмата „Хъшове“ от Иван Вазов) (1975/1976; 1977/1978) – Странджата
- „Протокол на едно заседание“ (от Александър И. Гелман)(1975 – 1980) – Василий Трифонович Потапов
- „Емигранти“ (от Славомир Мрожек) (1976 – 1982; 1990/1991) – XX
- „Бяг“ (от Михаил Булгаков) (1977 – 1985) – Григорий Лукянович Чарнота
- „Дипломати“ (от Надежда Драгова и Първан Стефанов) (1977 – 1981) – отец Кирил
- „Крал Лир“ (от Уилям Шекспир) (1978 – 1980) – граф Глостър
- „Опит за летене“ (от Йордан Радичков) (1978 – 1990) – Игото
- „За честта на пагона“ (от Камен Зидаров) (1978 – 1981) – Пано Витанов
- „Чудаци“ (от Максим Горки) (1980 – 1983) – Самоквасов
- „Иван Кондарев“ (от Крикор Азарян, Иван Добчев и Младен Младенов по едноименния роман на Емилиян Станев) (1980/1981; 1982/1983) – Корфонозов
- „Под игото“ (от Филип Филипов по едноименния роман на Иван Вазов) (1981 – 1985) – чорбаджи Марко
- „Празникът“ (от Николай Хайтов) (1983/1984; 1984/1985; 1985/1986; 1986/1987; 1987/1988; 1988/1989) – Савата
- „Чифликът край границата“ (от Филип Филипов по едноименния роман на Йордан Йовков) (1984/1985; 1985/1986) – Манолаки
- „Вечер“ (от Алексей Дударев) (1985 – 1989) – Мултик
- „Чичовци“ (от Банчо Банов и Енчо Халачев по едноименната повест на Иван Вазов) (1985/1986; 1986/1987; 1987/1988; 1988/1989; 1989/1990; 1990/1991) – хаджи Ахил
- „Бресткият мир“ (от Михаил Ф. Шатров) (1987 – 1989) – Горки
- „Тайната вечеря на Дякона Левски“ (от Стефан Цанев) (1988 – 1990) – Панайот Хитов
- „Животът на Галилей“ (от Бертолт Брехт) (1988/1989) – настоятелят на университета
- „Образ и подобие“ (от Йордан Радичков) (1989 – 1991) – дядо Боже-грънчар
- „Малките големи игри (Un petit grandguignol или Нещо между огнен фарс и военни маневри)“ – I част: „Пех под покрива“ (1990/1991) – мъж

Други театри
- „Играта джин“ (от Коубърн) (1992)
- „Може би на покрива има кон“ (от Иржи Шотола) (1994/1995)
- „Скъпа Памела“ (от Дж. Патрик) – Сол
- „Комедия дел Апартаменте“
- „Скакалци“ (от Ст. Л. Костов) (1996)
- „Ню Йорк, хотел „Плаза“ (от Нийл Саймън) – Рой

## Телевизионен театър
- „Дом сред блатата“ (1961)
- „Усилие“ (1962) (от Никола Русев, реж. Неделчо Чернев)
- „Случка в гората“ (1964)
- „Човекът от досието“ (1966)
- „В деня на сватбата“ (от Виктор Розов) (1966)
- „Среща в хижата“ (Джек Лондон) (1967) – професор Бобъл
- „Тънка нишка“ (1969) (Андрей Яковлев и Яков Наумов), 2 части
- „Кучета“ (от Николай Хайтов) (1968, втора реализация) – овчар
- „Немили-недраги“ (по Иван Вазов) (1969)
- „Рожден ден“ (1971) (Драгомир Асенов)
- „Жена премина кръстопътя“ (1974)
- „Човекът, който донесе дъжд“ (1975)
- „Тази малка земя“ (1978) (Георги Джагаров)
- „Златното покритие“ (от Драгомир Асенов, реж. Николай Савов и Димитрина Гюрова) (1979)
- „Сурово време“ (1981) (Стефан Дичев), 2 части – Драгота
- „Хъшове“ (по Иван Вазов) (1982) – Странджата
- „Разходка в събота вечер“ (1983) (Драгомир Асенов)
- „Дежурната администраторка слуша“ (1985)
- „Вечер“ (1987) (Алексей Дударев), 2 части
- „Под игото“ (1989) (Иван Вазов)
- „Оръжието на г-жа Карар“ (Бертолт Брехт) – Педро
- „Случка във Виши“ (Артър Милър) – Льодюк

## Радиотеатър
- „Рицарят Синята брада“ (от Свилен Чорбаджиев по романа „Синята брада“ на Макс Фриш) – Феликс Шаад
- „Албена“ (от Йордан Йовков)
- „Гроздовете на гнева“ (от Лико Йосифов по романа на Джон Стайнбек)
- „Чичовци“ (1965) (от Мария Громова по повестта „Чичовци“ на Иван Вазов)

## Филмография
| Година     | Филми и Сериали                                | Серии           | Копродукции                                          | Роля |
| ---------- | ---------------------------------------------- | --------------- | ---------------------------------------------------- | --- |
| 1992       | Кръговрат (тв)                                 |                 |                                                      | Иван Шанов, бивш партизанин, понастоящем партиен лидер |
| 1990       | Под игото (тв сериал)                          | 9               | България/Унгария                                     | чорбаджи Марко |
| 1989       | Баща                                           |                 |                                                      | бащата |
| 1989       | Право на избор                                 |                 |                                                      | Атанас Атанасов |
| 1988       | Вечери в Антимовския хан (тв сериал)           | 2               |                                                      | Калмука |
| 1987       | Един ден аванс (тв)                            |                 |                                                      | полковник Янев, ръководител на криминалния отдел на МВР |
| 1986       | Те надделяха                                   |                 |                                                      | бай Драган |
| 1986       | Васко да Гама от село Рупча (тв сериал)        | 6               |                                                      | капитанът на кораба |
| 1986       | Денят на владетелите                           | 2               |                                                      | Дилон, ичургу боил и предател |
| 1984       | Мечтание съм аз... (тв)                        |                 |                                                      | скулпторът Кирил Побратимов |
| 1984       | Стената                                        |                 |                                                      | Георги Чичов |
| 1984       | Откога те чакам                                |                 |                                                      | бившия директор на текстилния завод |
| 1983       | Равновесие                                     |                 |                                                      | сценаристът Георги |
| 1982       | Николо Паганини (Никколо Паганини) (тв сериал) | 4               | СССР/България                                        | Франтишек |
| 1982       | Спирка „Берлин“                                | 2               |                                                      | Франц Дитрих |
| 1982       | Най-тежкият грях                               |                 |                                                      | Симеонов-Ведрин |
| 1981       | Пришествие                                     |                 |                                                      | |
| 1981       | Милост за живите                               |                 |                                                      | бай Стефан |
| 1980       | Уони                                           |                 |                                                      | Иван Гяуров-Уони |
| 1979       | Трите смъртни гряха                            |                 |                                                      | Куздо Каракозов |
| 1979       | Сами сред вълци (тв сериал)                    | 5               |                                                      | началникът на полицията Никола Гешев (в 5 серии: I, II, III, IV, V)                                                                                                |
| 1978       | Пътят към София (тв сериал)                    | 5               | България/СССР                                        | д-р Климент Будинов |
| 1976       | Матриархат                                     |                 |                                                      | Милор |
| 1976       | Допълнение към Закона за защита на държавата   |                 |                                                      | човекът с цигарата |
| 1977       | Войници на свободата                           | 2 (кино) 4 (тв) | СССР/България/Унгария/ГДР/Полша/Румъния/Чехословакия | Христо Михайлов, член на Софийския областен комитет на партията (в 1 серия: II)                                                                                    |
| 1974       | Селянинът с колелото                           |                 |                                                      | Йордан |
| 1974       | Последният ерген                               |                 |                                                      | полковникът |
| 1973       | Зарево над Драва                               |                 |                                                      | майор Боян Василев |
| 1972       | Игрек 17                                       |                 |                                                      | капитан Руднев |
| 1973       | Последна проверка (тв сериал)                  | 12              |                                                      | Марин, партиен функционер |
| 1973       | Черни криле (тв)                               |                 |                                                      | бай Игнат |
| 1972       | Пикник (тв)                                    |                 |                                                      | възрастен селянин |
| 1972       | Татул                                          |                 |                                                      | Георги Ганчовски |
| 1970       | Четиримата от вагона (тв)                      |                 |                                                      | капитан Драганов |
| 1970       | Няма нищо по-хубаво от лошото време            |                 |                                                      | Емил Боев/Морис Хофман/Ролан |
| 1970       | Цитаделата отговори                            |                 |                                                      | майор Петър Хариев, служител на Държавна сигурност |
| 1969       | Тръгни на път                                  |                 |                                                      | Ради Радулов |
| 1969       | Осмият                                         |                 |                                                      | осмият |
| 1969, 1971 | На всеки километър (тв сериал)                 | 26              |                                                      | Войводата (в: Шлеповете (I с.), Осем без десет (VI с.), Магарешката пътека (VII с.), Циганката (VIII с.), Рицарският кръст (XII с.) и Първият ден (XIII с.), 1969) |
| 1968       | Прокурорът                                     |                 |                                                      | прокурора Миладин Войнов |
| 1968       | Небето на Велека                               |                 |                                                      | Мартин |
| 1967       | С пагоните на дявола (тв сериал)               | 5               |                                                      | Пешо, мустакатият (като Георги Георгиев в 1 серия: Беглецът (I с.))                                                                                                |
| 1967       | Привързаният балон                             |                 |                                                      | селянин |
| 1967       | С дъх на бадеми                                |                 |                                                      | Михаил Никодимов |
| 1967       | Най-дългата нощ                                |                 |                                                      | мълчаливия (нелегалния) |
| 1966       | Между двамата                                  |                 |                                                      | Халата, бащата на Пламен |
| 1966       | Мъже                                           |                 |                                                      | |
| 1965       | Грамофон и маслини за моите приятели (тв)      |                 |                                                      | Стефан, началникът на милицията |
| 1964       | Непримиримите                                  |                 |                                                      | Атанас |
| 1964       | Черната река                                   |                 |                                                      | Добри |
| 1962       | Златният зъб                                   |                 |                                                      | капитан Продан Липовски – Златният зъб |
| 1961       | Стръмната пътека                               |                 |                                                      | Иван Дивия |
| 1961       | Нощта срещу 13-и                               |                 |                                                      | генералът |
| 1961       | А бяхме млади                                  |                 |                                                      | Младен |
| 1960       | Първи урок                                     |                 |                                                      | брата на Пешо |
| 1958       | Законът на морето                              |                 |                                                      | Петър |
| 1957       | Животът си тече тихо...                        |                 |                                                      | Петко |
| 1956       | Точка първа                                    |                 |                                                      | Славчо |
| 1955       | Неспокоен път                                  |                 |                                                      | Казака (като Георги Георгиев) |
| 1952       | Наша земя                                      |                 |                                                      | Димо (като Георги Ив. Георгиев) |
| 1952       | Под игото                                      |                 |                                                      | селянин (в масовите сцени; не е посочен в надписите на филма) |
| 1951       | Утро над родината                              |                 |                                                      | шлосера |

Филми за него
- „Гец“ (2024), режисьор Константин Буров, сценарист Пенчо Ковачев
- „Творчески портрет на Георги Георгиев-Гец“ (1969), режисьор Иван Рачев